# ديفيد فولر
ديفيد فولر (بالإنجليزية: David Fowler)‏ هو سياسي أمريكي، ولد في 1958 في فورت أغليثورب في الولايات المتحدة. حزبياً، نشط في الحزب الجمهوري. وقد انتخب عضو مجلس ولاية تينيسي.